# Rodeo Girl

Rodeo Girl est un téléfilm américain de Jackie Cooper diffusé en 1980 aux États-Unis.

## Synopsis
L'épouse d'un champion de rodéo, lassée de sa vie de femme au foyer, décide de devenir elle-même cavalière de rodéo.

## Distribution
- Jacqueline Brookes : Charlene